# Madonna von Kiew
Die Madonna von Kiew ist ein symbolträchtiges Bild einer Frau, die sich während der Bombardierung der ukrainischen Hauptstadt Kiew im Jahr 2022 durch die Streitkräfte der Russischen Föderation in die Kiewer Metro flüchtete, um sich vor einem Angriff zu schützen, und dort ihr Kind stillt. Das Foto wurde von dem ungarischen Journalisten András Földes aufgenommen. Es erlangte im Internet Berühmtheit. Das Foto ist zu einem Sinnbild sowohl einer humanitären Krise wie auch eines ungerechten Krieges geworden. Das Bild war Inspiration für eine Ikone für eine katholische Kapelle in der italienischen Stadt Mugnano di Napoli. Die Ikone wurde zu einem künstlerischen Symbol des Widerstands und der Hoffnung.

## Geschichte
In den ersten Tagen des russischen Überfalls auf die Ukraine 2022 fiel dem ungarischen Journalisten András Földes die 27-jährige Tetjana Blisnjak auf, die ihre drei Monate alte Tochter Maritschka stillte. Sie hatte sich am 25. Februar 2022 während der Bombardierung der Stadt Kiew durch die Streitkräfte der Russischen Föderation mit ihrem Mann und ihrem Kind in den Tunnel der Kiewer U-Bahn geflüchtet, um sich vor den Angriffen zu schützen. Földes filmte sie spontan. Die Familie sollte am 26. Februar evakuiert werden, konnte wegen der Kämpfe aber nicht aus dem Tunnel herauskommen, in dem sie Schutz gesucht hatte.
Földes teilte das Foto auf Instagram. Es ging im Internet viral und wurde sogar auf der offiziellen Website des Vatikans geteilt.
Die ukrainische Künstlerin Maryna Solomennykowa aus Dnipro war unter denjenigen, die es sahen. Sie nutzte das ikonische Bild einer Frau als Inspiration für ihr Porträt von Maria, die ihr Baby stillt. Auf dem Bild wird die Kapuze des Pullovers der Frau als Schleier Marias verwendet. Ihr Kopf ist vor einer U-Bahn-Karte abgebildet, deren Darstellung der Ringlinie wie ein Heiligenschein anmutet. Am 5. März 2020 stellte die Künstlerin das von ihr geschaffene Porträt ins Internet.
Auf Bitten des Jesuitenpaters Wjatscheslaw Okun wurde eine Leinwandkopie des Porträts Madonna aus der Metro nach Italien geschickt, um in dem Ort aufbewahrt zu werden, in dem der Priester dienen wird. Am Gründonnerstag weihte der Erzbischof von Neapel Domenico Battaglia das Gemälde als Objekt der Verehrung ein. Die als „Madonna von Kiew“ bezeichnete Ikone wurde in der Herz-Jesu-Kapelle in der Gemeinde Munyano di Napoli ausgestellt. Am 25. März 2022 weihte Papst Franziskus die Ikone.
Tetjana Blisnjak suchte später Zuflucht in Lwiw.

## Bedeutung
Das Bild ist sowohl zu einer Illustration der humanitären Krise und des ungerechten Krieges als auch zu einem Symbol der Hoffnung und des stillen Widerstands der Ukrainer geworden. Das Bildnis wiederum als Mutter von Jesus von Nazareth, die vor der Bedrohung durch Herodes den Großen Zuflucht suchte, gilt heute als Symbol für die moderne Maria, die vor der Gewalt des Krieges Zuflucht sucht und ihr Kind wie den Krieg stillt. Das Motiv der Kiewer Jungfrau ist auch wegen ihrer Rolle in der ukrainischen Geschichte und nationalen Identität bemerkenswert. Während der Sowjetzeit wurde die Ikone als Symbol für den ukrainischen Nationalismus und den Widerstand gegen die sowjetische Herrschaft verwendet. Heute gilt sie als kultureller Schatz und als Symbol für die ukrainische Identität und das ukrainische Erbe.